# Браташ, Пётр Романович
Пётр Романович Браташ (укр. Петро Романович Браташ; род. 4 ноября 1955, Ясный, Амурская область) — советский и украинский тренер по гребле; Заслуженный тренер СССР (1989), Заслуженный тренер Украинской ССР (1990). Предприниматель и общественный деятель.

## Биография
Родился 4 ноября 1955 года в поселке Ясный Амурской области.
В 1981 году окончил Киевский институт физической культуры. С этого же года и по 1997 год работал директором ДЮСШ олимпийского резерва «Добротвор», находящейся в одноимённом посёлке Каменка-Бугского района Львовской области. С 1998 года работает генеральным директором фирмы «Энергомаркет» Сооснователь ТОО «Каскад»..
Занимается общественной деятельностью. Был помощником депутата Львовской областной рады VI созыва Петра Колодия. Является организатором и председателем общественной организации «Держава».
В 1987 году Пётр Браташ был старшим тренером юниорской сборной команды СССР, завоевавшей первое общекомандное место на первенстве мира в Белграде. В числе его воспитанников — победители и призёры Олимпийских игр, первенств мира и Европы: М. Сливиньский, А. Мостовенко, Р. Бундз. 